# Титина
«Я ищу Титину» (фр. Je cherche après Titine) или просто «Титина» (Titine) — французская шуточная песня, написанная в 1917 году Лео Данидерфом на слова Бертраля-Мобона и Анри Лемонье.

## Содержание
Эта песня о девушке по имени Титина (уменьшительное от ряда имён, таких как Мартина, Кристина или Клементина), которую отчаянно ищет герой (в более поздней версии 1958 года, популяризированной Андрексом, — по просьбе дяди-миллионера, под страхом лишения наследства). В более позднее версии упоминаются её «миндалевидные глаза», «очень компрометирующий вид» и «ветреное сердце». Портрет Титины заканчивается словами, что это «сучка с изюминкой».

## История
Песенка на слова дуэта Берталь-Мобон и Анри Лемонье и музыку Лео Данидерффа была представлена в исполнении Габи Монбрёз в 1917 году в парижском кафе-шантане, который часто посещали «пуалю» (фр. poilu) — французские солдаты, ветераны Первой мировой войны.
Снискав успех, песня распространилась в окопах Первой мировой, а затем проникла в Соединённые Штаты с вернувшимися домой солдатами.
В 1925 году инструментальная версия композиции вошла в экспериментальный звуковой музыкальный фильм Ben Bernie and All the Lads, снятый Ли де Форестом. Тогда же Бен Берни со своим оркестром записал её на студии Vocalion.
В 1926 году авторы песни написали её продолжение под названием «Я нашёл Титину» (фр. J’ai retrouvé Titine).

## Присутствие в культуре
Je cherche après Titine выдержала интерпретацию нескольких видных исполнителей, в частности Жака Эльяна (1952), Анри Кролла, Андрекса (1958), Ива Монтана (1959) и Жоржетт Плана (1971).
Песня пользовалась столь широкой и непреходящей популярностью, что фраза «Ищу Титину» во Франции стала крылатой.
Чарли Чаплин отобрал «Титину» для фильма «Новые времена», вышедшего на экраны в 1936 году. В кульминации этой истории Бродяга, работающий официантом, намеревается спеть «Титину» перед гостями заведения. Его спутница записывает ему слова песни на манжетах. Потеряв их, Бродяга начинает импровизировать на несуществующем языке, причудливой смеси французского и итальянского. Тем не менее его выступление оказывается триумфальным. Эти выдуманные слова стали первыми, произнесёнными с экрана персонажем Чаплина (остальная часть фильма немая, как и все его предыдущие работы). Чаплинский вариант песни известен в США как The Nonsense Song. Не исключено, что песня Чаплина повлияла на бытовавшую в СССР уже в 1930-е годы дворовую песню «Когда я был мальчишкой, носил я брюки-клёш». В частности, появились такие куплеты, как:

На палубе матросы
Курили папиросы,
А бедный Чарли Чаплин
Окурки собирал.
Они его поймали,
По морде надавали,
А бедный Чарли Чаплин
Заплакал и сказал:
Когда я был мальчишкой…

Я усики не брею,
Большой живот имею,
Хожу по ресторанам,
А денег не плачу…
Я бедный Чарли Чаплин,
Мне пить нельзя ни капли,
Подайте мне копейку,
Я песенку спою.

Кроме того, текст данной дворовой песни хорошо ложится на мелодию «Je cherche après Titine».
Je cherche après Titine также звучит в фильме Федерико Феллини «Маменькины сынки» (1953), где сначала её насвистывает маленький мальчик Гвидо, а затем играет оркестр во время карнавальной сцены. Мелодия также входит в саундтрек к фильму Феллини «Клоуны» (1970). Жак Брель в 1964 году написал свою песню под названием «Титина».
В 1967 году художник-карикатурист Франкен, в свою очередь, перевёл эту песню на язык комикса в истории Panade à Champignac, из серии Спиру и Фантасио.